# Albiac (Haute-Garonne)
Albiac (okzitanisch gleichlautend) ist eine französische Gemeinde mit 229 Einwohnern (Stand: 1. Januar 2022) im Département Haute-Garonne in der Region Okzitanien (vor 2016 Midi-Pyrénées). Sie gehört zum Arrondissement Toulouse und zum Kanton Revel. Die Einwohner werden Albiacois genannt.

## Lage
Albiac liegt in der Kulturlandschaft des Lauragais, 27 Kilometer östlich von Toulouse. Das Gemeindegebiet wird vom Fluss Vendinelle durchquert. Umgeben wird Albiac von den Nachbargemeinden Loubens-Lauragais im Norden, Le Faget im Nordosten und Osten, La Salvetat-Lauragais im Osten und Südosten, Caraman im Süden sowie Mascarville im Westen.

## Bevölkerungsentwicklung
| Jahr                       | 1962 | 1968 | 1975 | 1982 | 1990 | 1999 | 2006 | 2013 | 2020 |
| Einwohner                  | 138  | 116  | 117  | 120  | 137  | 159  | 190  | 200  | 226  |
| Quellen: Cassini und INSEE |      |      |      |      |      |      |      |      |      |

## Sehenswürdigkeiten

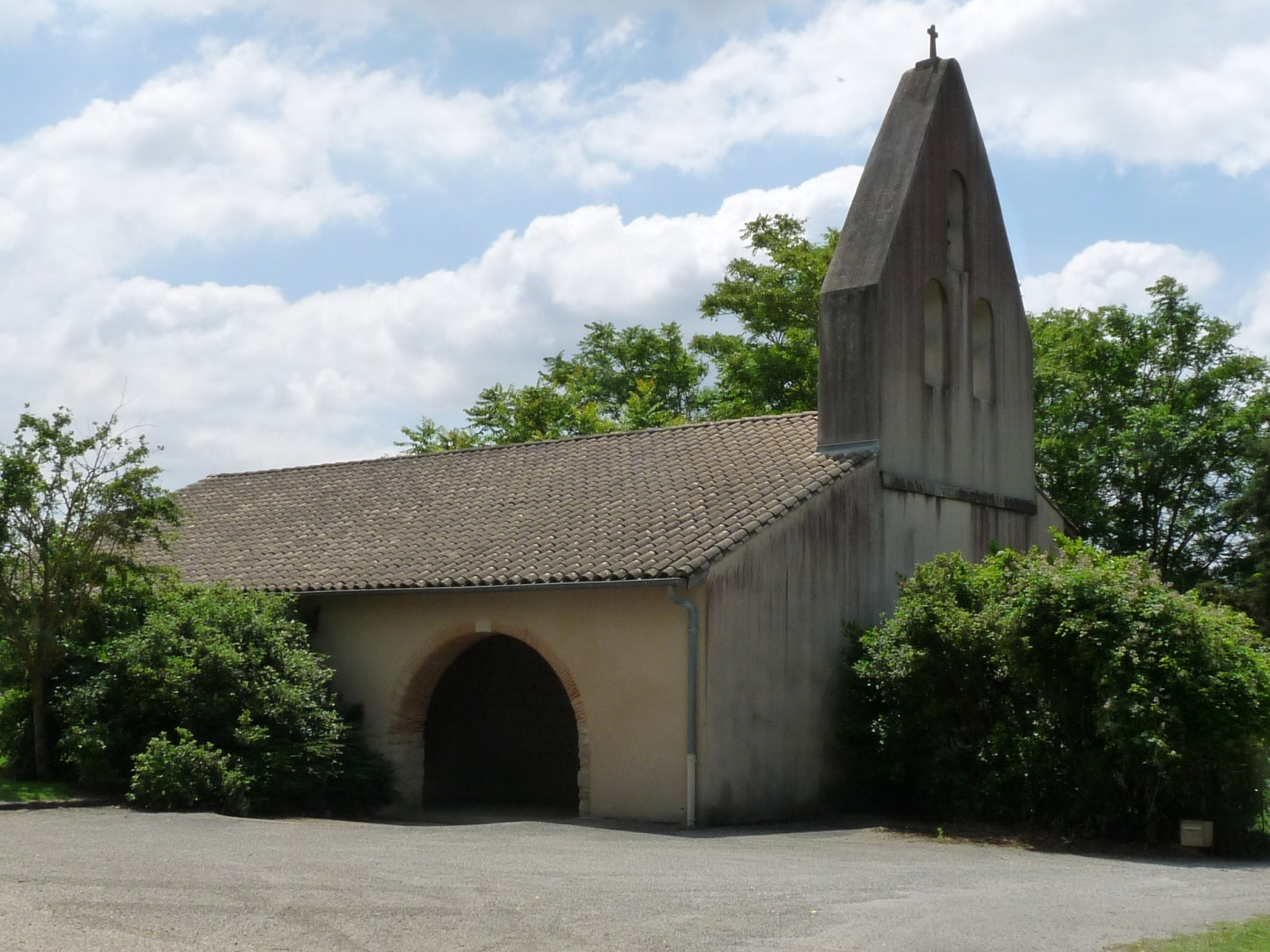
Kirche Saint-Pierre
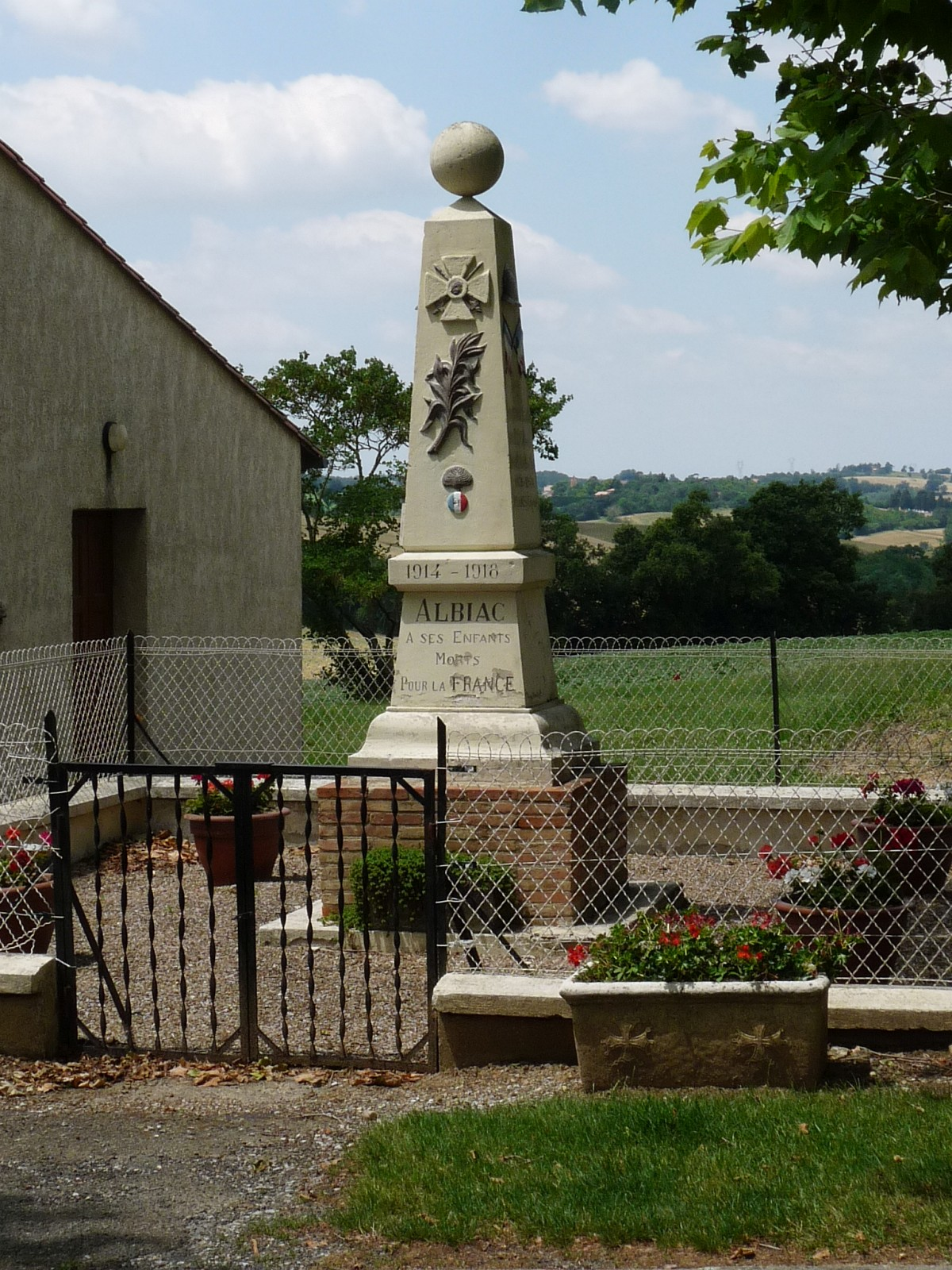
Gefallenendenkmal

- Kirche Saint-Pierre
- Gefallenendenkmal